# غوه تات تشوان
غوه تات تشوان (6 فبراير 1974 بسنغافورة - ) هو لاعب كرة قدم سنغافوري في مركز الوسط. لعب مع وودلاندز ويلينغتون وSembawang Rangers FC ‏ وJurong FC ‏.

## وصلات خارجية
- غوه تات تشوان على موقع قاعدة بيانات كرة القدم.إي يو (الإنجليزية)
- غوه تات تشوان على موقع ناشيونال فوتبول تيمز (الإنجليزية)